# Polypodium fuentesii
Polypodium fuentesii là một loài dương xỉ trong họ Polypodiaceae. Loài này được Hicken mô tả khoa học đầu tiên năm 1913.
Danh pháp khoa học của loài này chưa được làm sáng tỏ. 